# Gasteruption lugubre
Gasteruption lugubre — вид дрібних їздців родини гастеруптиїд (Gasteruptiidae).

## Поширення
Вид населяє гірські частини Центральної Європи та Туреччини.

## Спосіб життя
Імаго літають в червні-липні.